# Cymbalaria muelleri
Cymbalaria muelleri är en grobladsväxtart som först beskrevs av Giuseppe Giacinto Moris, och fick sitt nu gällande namn av A. Cheval.. Cymbalaria muelleri ingår i släktet murrevor, och familjen grobladsväxter. Inga underarter finns listade i Catalogue of Life.